# Francesco Condulmer
Francesco Condulmer (Venezia, 1390 circa – Roma, 30 ottobre 1453) è stato un cardinale italiano.
Era figlio di Simone Condulmer, nipote di papa Eugenio IV e pronipote di papa Gregorio XII. Era anche detto il "cardinale di Venezia".

## Biografia
Venne nominato dallo zio cardinale prete col titolo di San Clemente nel concistoro del 19 settembre 1431. Nel 1432 divenne camerlengo del Sacro Collegio dei Cardinali.
Nel gennaio del 1432, divenne cardinal protettore della Basilica di San Paolo fuori le Mura, eletto da suo zio, papa Eugenio IV. Nel 1433 fu nominato amministratore apostolico di Narbona, carica che tenne fino al 1436 allorché fu nominato amministratore apostolico di Amiens, carica che mantenne fino al marzo 1437, allorché fu nominato arcivescovo di Besançon.
Nella primavera del 1434, un'insurrezione scoppiata a Roma costrinse il papa a lasciare la città e a rifugiarsi a Firenze: nel corso della rivolta, il cardinale Condulmer fu arrestato per breve tempo; a ottobre Roma tornò sotto il controllo papale grazie all'energica azione del futuro cardinale Giovanni Vitelleschi. Fu camerlengo di Santa Romana Chiesa dal 1432 al 1439 e vice-cancelliere dal 1437 alla morte.
Il 20 ottobre 1438 fu nominato vescovo di Verona, carica che tenne fino alla morte. Legato pontificio in diverse occasioni, in particolare a Costantinopoli per i preparativi dell'unione fra la Chiesa latina e la Chiesa ortodossa nel Concilio di Firenze del 1438, quindi a Venezia nel 1440, fu alla guida della flotta contro i Turchi nel 1444. Partecipò al conclave del 1447 e fu inviato dal nuovo papa Niccolò V presso il re di Napoli Alfonso V d'Aragona.
Nel 1445 optò per l'ordine dei cardinali vescovi e la sede suburbicaria di Porto e Santa Rufina. Si fece costruire un palazzo nei pressi delle rovine del teatro di Pompeo, a Campo de' Fiori.
È sepolto nella Basilica di San Pietro in Vaticano.

## Successione apostolica
La successione apostolica è:
- Papa Niccolò V (1447)